# Kyegegwa (district)
Le district de Kyegegwa est un district de l'ouest de l'Ouganda. Sa capitale est Kyegegwa (en).

## Histoire
Ce district a été créé en 2010 par séparation de celui de Kyenjojo.